# قشلاق خداكرم (مقاطعة دهغلان)
قشلاق خداكرم (بالفارسية: قشلاق خداکرم) هي قرية تقع في قسم ايلان الشمالي الريفي (مقاطعة دهغلان) في إيران. يقدر عدد سكانها بـ 51 نسمة بحسب إحصاء 2016.